# Coppa KOVO 2017 (femminile)
La Coppa KOVO 2017 si è svolta dal 13 al 23 settembre 2017: al torneo hanno partecipato 6 squadre di club sudcoreane; la vittoria finale è andata per la terza volta al GS Caltex Seoul.

## Regolamento
La competizione vede le 6 squadre provenienti dalla V-League divise in due gironi da 3 squadre ciascuno, al termine dei quali le prime due classificate dei due gironi si incrociano in semifinale, con le vincitrici che si affrontano nella finale in gara unica.

## Squadre partecipanti
| Girone A         | Girone B          |
| ---------------- | ----------------- |
| GS Caltex Seoul  | Pink Spiders      |
| Korea Expressway | Hyundai Hillstate |
| IBK Altos        | KGC Ginseng       |

## Torneo

### Fase a gironi

#### Gruppo A

##### Risultati
| 14 settembre 2017 Ryu Gwansun Gymnasium, Cheonan Durata: 2h:03 - Spettatori: 492 | Korea Expressway | 2 - 3 | GS Caltex Seoul  | 25-16, 25-16, 18-25, 19-25, 14-16 |
| 16 settembre 2017 Ryu Gwansun Gymnasium, Cheonan Durata: 1h:28 - Spettatori: 321 | IBK Altos        | 0 - 3 | Korea Expressway | 25-27, 17-25, 16-25               |
| 18 settembre 2017 Ryu Gwansun Gymnasium, Cheonan Durata: 2h:22 - Spettatori: 489 | GS Caltex Seoul  | 3 - 2 | IBK Altos        | 25-18, 21-25, 28-26, 22-25, 17-15 |

##### Classifica
| Pos | Squadra          | Pt | G | V | P | SV | SP | Ratio | PF | PS | Ratio |
| --- | ---------------- | -- | - | - | - | -- | -- | ----- | -- | -- | ----- |
| 1   | GS Caltex Seoul  | 2  | 2 | 2 | 0 | 6  | 4  | 1.500 | -  | -  | 1.005 |
| 2   | Korea Expressway | 1  | 2 | 1 | 1 | 5  | 3  | 1.667 | -  | -  | 1.141 |
| 3   | IBK Altos        | 0  | 2 | 0 | 2 | 2  | 6  | 0.333 | -  | -  | 0.879 |

#### Gruppo B

##### Risultati
| 13 settembre 2017 Ryu Gwansun Gymnasium, Cheonan Durata: 2h:01 - Spettatori: 382 | KGC Ginseng       | 2 - 3 | Hyundai Hillstate | 23-25, 25-21, 25-23, 24-26, 12-15 |
| 15 settembre 2017 Ryu Gwansun Gymnasium, Cheonan Durata: 1h:37 - Spettatori: 883 | Hyundai Hillstate | 3 - 0 | Pink Spiders      | 25-22, 29-27, 26-24               |
| 17 settembre 2017 Ryu Gwansun Gymnasium, Cheonan Durata: 1h:51 - Spettatori: 232 | Pink Spiders      | 1 - 3 | KGC Ginseng       | 22-25, 25-23, 16-25, 28-30        |

##### Classifica
| Pos | Squadra           | Pt | G | V | P | SV | SP | Ratio | PF | PS | Ratio |
| --- | ----------------- | -- | - | - | - | -- | -- | ----- | -- | -- | ----- |
| 1   | Hyundai Hillstate | 2  | 2 | 2 | 0 | 6  | 2  | 3.000 | -  | -  | 1.044 |
| 2   | KGC Ginseng       | 1  | 2 | 1 | 1 | 5  | 4  | 1.250 | -  | -  | 1.055 |
| 3   | Pink Spiders      | 0  | 2 | 0 | 2 | 1  | 6  | 0.167 | -  | -  | 0.896 |

### Fase finale
|  | Semifinali        | Semifinali        | Semifinali       |                  |                 | Finale          | Finale | Finale |  |
|  |                   |                   |                  |                  |                 |                 |        |        |  |
|  | GS Caltex Seoul   | GS Caltex Seoul   | 3                |                  |                 |                 |        |        |  |
|  | GS Caltex Seoul   | GS Caltex Seoul   | 3                |                  |                 |                 |        |        |  |
|  | KGC Ginseng       | KGC Ginseng       | 1                |                  |                 |                 |        |        |  |
|  | KGC Ginseng       | KGC Ginseng       | 1                |                  | GS Caltex Seoul | GS Caltex Seoul | 3      |        |  |
|  |                   |                   |                  |                  | GS Caltex Seoul | GS Caltex Seoul | 3      |        |  |
|  |                   |                   | Korea Expressway | Korea Expressway | 1               |                 |        |        |  |
|  | Hyundai Hillstate | Hyundai Hillstate | Korea Expressway | Korea Expressway | 1               | 0               |        |        |  |
|  | Hyundai Hillstate | Hyundai Hillstate |                  |                  |                 |                 |        |        |  |
|  | Korea Expressway  | Korea Expressway  | 3                |                  |                 |                 |        |        |  |

#### Semifinali
| 21 settembre 2017 Ryu Gwansun Gymnasium, Cheonan Durata: 2h:05 - Spettatori: 488 | GS Caltex Seoul   | 3 - 2 | KGC Ginseng      | 21-25, 25-22, 23-25, 25-15, 15-9 |
| 22 settembre 2017 Ryu Gwansun Gymnasium, Cheonan Durata: 1h:15 - Spettatori: 734 | Hyundai Hillstate | 0 - 3 | Korea Expressway | 22-25, 14-25, 18-25              |

#### Finale
| 23 settembre 2017 Ryu Gwansun Gymnasium, Cheonan Durata: 1h:46 - Spettatori: 599 | GS Caltex Seoul | 3 - 1 | Korea Expressway | 25-22, 17-25, 25-16, 25-22 |

## Premi individuali
| Premio                 | Giocatore     | Squadra          |
| ---------------------- | ------------- | ---------------- |
| MVP                    | Kang So-hwi   | GS Caltex Seoul  |
| Most Impressive Player | Ivana Nešović | Korea Expressway |
| Rising star            | Jeong Sun-ah  | Korea Expressway |